# Gilgit-Baltistan
Pour les articles homonymes, voir Baltistan.
Le Gilgit-Baltistan, ou anciennement les Territoires du Nord, est une région administrative du nord du Pakistan, frontalière avec l'Afghanistan, le Xinjiang en Chine, le Jammu-et-Cachemire en Inde et la province pakistanaise de Khyber Pakhtunkhwa. 
Les Territoires du Nord sont une zone très montagneuse où se situe le K2 dans la chaîne du Karakoram. Ils sont traversés par le fleuve Indus.
Occupée par l'armée pakistanaise en 1947, cette région forme, avec l'Azad Cachemire, la partie du Cachemire intégrée par le Pakistan. Jusqu'en 2009, contrairement aux autres provinces du pays, l'administration relève directement d'Islamabad, et non d'un gouvernement local. Un mouvement soutenu par des élus locaux, le Gilgit-Baltistan United Movement, a obtenu la création d'un État autonome dans la région, sur le modèle de l'Azad Cachemire. D'autres mouvements soutiennent cette revendication, comme le Balawaristan National Front, mais aussi les branches locales du Jamiat-e-islami et du Jamiat Ulema-e-Islam, des partis pakistanais.
Plus de 1,3 million d'habitants forment dans cette région une mosaïque de peuples montagnards. Le shina (langue dardique), à Gilgit au centre, et le balti (langue sino-tibétaine) dans le Baltistan au sud, sont parlés par plus de la moitié de la population. Les habitants de la vallée de la Hunza parlent une langue isolée, le burushaski. Les habitants des Territoires du Nord sont pour la plupart musulmans. Les Baltis sont pour la plupart chiites, et il demeure également d'importantes communautés ismaéliennes.

## Histoire

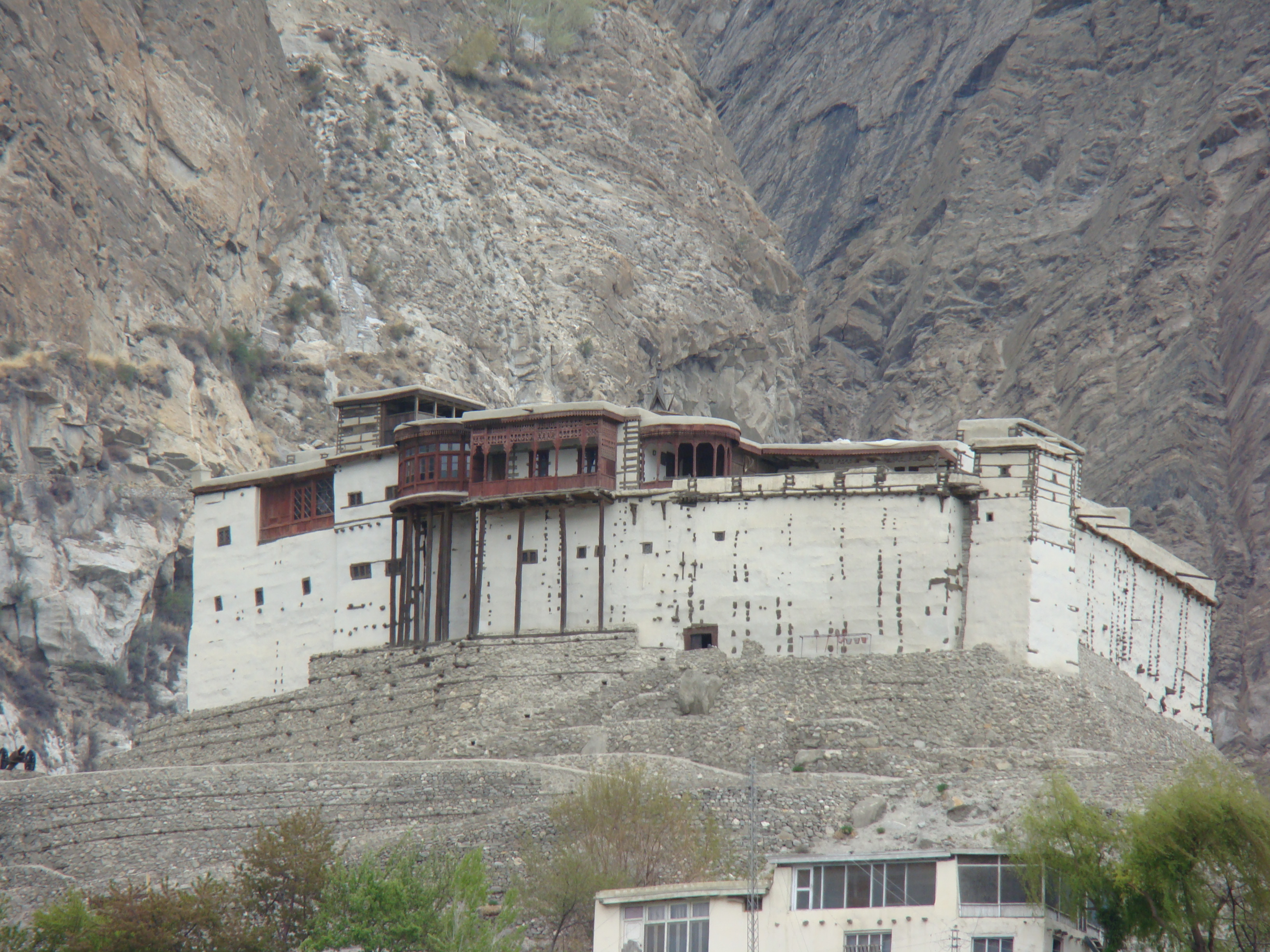
Le fort de Baltit dans la vallée de la Hunza.

Les vestiges trouvés dans la région du Gilgit-Baltistan attestent d'une présence humaine depuis au moins 2 000 ans av. J.-C. Les Balti sont la principale population originaire de la région à laquelle ils ont en partie donné leur nom. D'origine tibétaine et bouddhiste, ils se sont convertis à l'Islam au XVIe et XVIIe siècles. Ayant conservé des traditions pré-islamiques, ils sont par ailleurs aujourd'hui majoritairement chiites, faisant d'eux une minorité au sein d'un Pakistan majoritairement sunnite.
La région a été sous le contrôle de l'Empire du Tibet. Elle se convertit à l'Islam alors que l'Empire moghol s'étend à ses frontières. En 1842, la région est conquise par un commandant dogra et tombe donc sous le contrôle de l'Empire Sikh.
À peine quelques années plus tard, la région du Gilgit-Baltistan est conquise par les Britanniques et est incluse au sein de l’État princier du Jammu-et-Cachemire. En 1947, lors de la partition des Indes, les Britanniques remettent le pouvoir dans le Cachemire au maharaja Hari Singh qui demande un peu plus tard l'adhésion à l'Inde. Des révoltes se produisent alors dans la région du Gilgit-Baltistan, majoritairement musulmane, qui demande l'adhésion au Pakistan et hisse son drapeau. La situation aboutit à la première guerre indo-pakistanaise, au cours de laquelle le Pakistan prend le contrôle du Gilgit-Baltistan. L'Inde, qui revendique l'intégralité du Cachemire, réclame toujours le contrôle sur ce territoire.
La région du Gilgit-Baltistan devient une entité administrative officielle du Pakistan en 1974, en fusionnant les États princiers de Nagar et Hunza, ainsi que l'agence de Gilgit et le district de Baltistan.

## Géographie

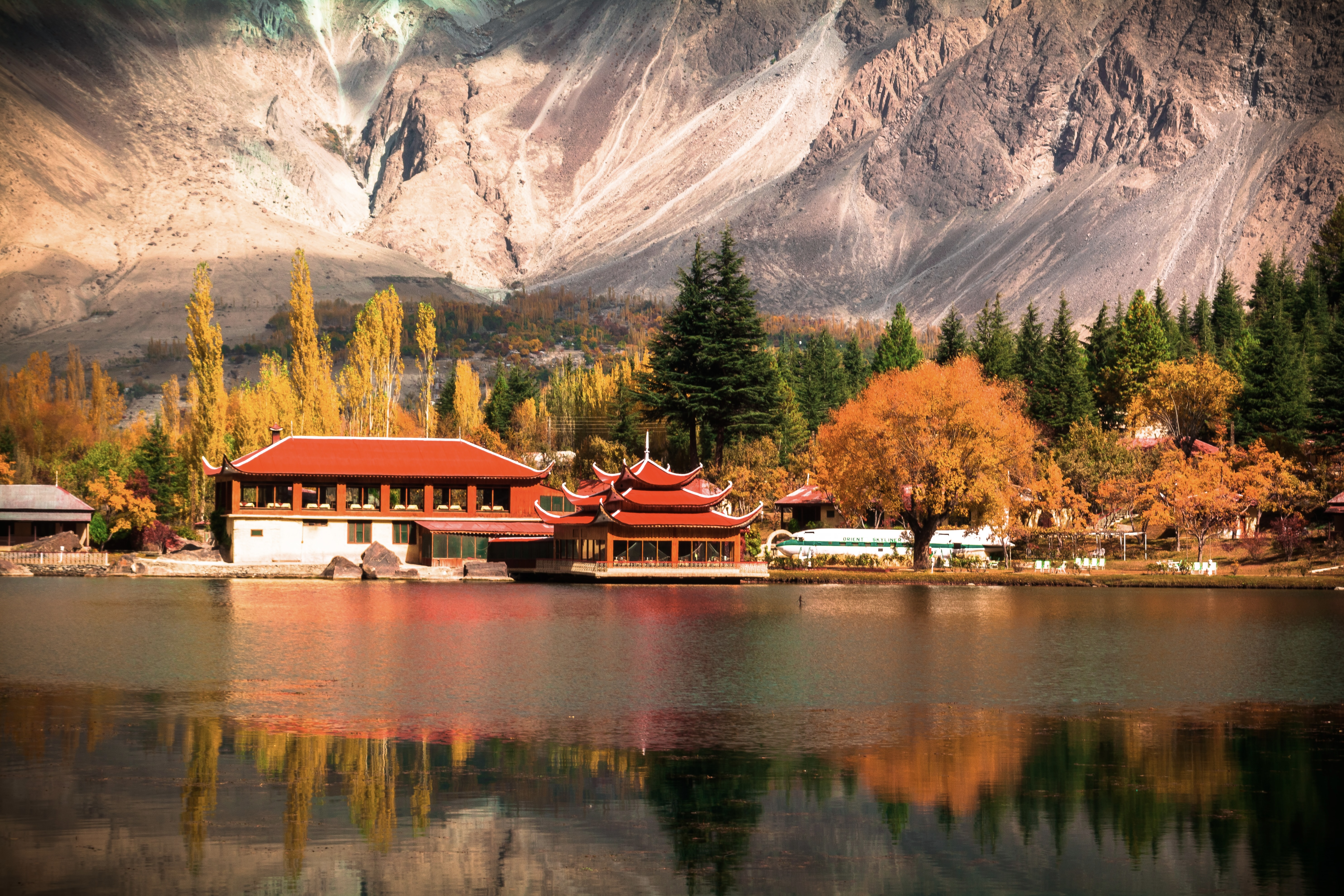
Le lac Shangrila, dans le district de Skardu.

La région du Gilgit-Baltistan est l'union de différentes régions historiques, telles que le Baltistan, Gilgit ou la vallée de la Hunza. Faisant partie du Cachemire, le Gilgit-Baltistan est bordé au nord par l'Afghanistan, à l'ouest par la province pakistanaise de Khyber Pakhtunkhwa, au sud par l'Azad Cachemire et l’État indien du Jammu-et-Cachemire et enfin à l'est par la région chinoise du Xinjiang.
Gilgit-Baltistan est une région très montagneuse, située dans l'Himalaya et au cœur du massif montagneux Karakoram. On y trouve cinq des quatorze plus haut sommets du monde. Le plus haut est le K2 qui culmine à 8 611 mètres, suivi par le Nanga Parbat, le Gasherbrum I, le Broad Peak et le Gasherbrum II. Plusieurs vallées, lacs et cours d'eau sont présents dans la région ainsi que le plateau verdoyant de Deosai, parc national protégé. On y trouve aussi trois des plus grands glaciers du monde : Biafo, Baltoro et Batura. Ces atouts naturels en font une région qui attire touristes et alpinistes.

### Climat
Le climat varie beaucoup selon les différentes zones du Gilgit-Baltistan. Le centre et le sud, c'est-à-dire là où l'altitude est la plus basse, sont chauds en été et froids en hiver. Les régions très élevées du nord et de l'est sont froides toute l'année, avec de nombreuses neiges éternelles ; les conditions de vie y sont particulièrement hostiles.

## Démographie

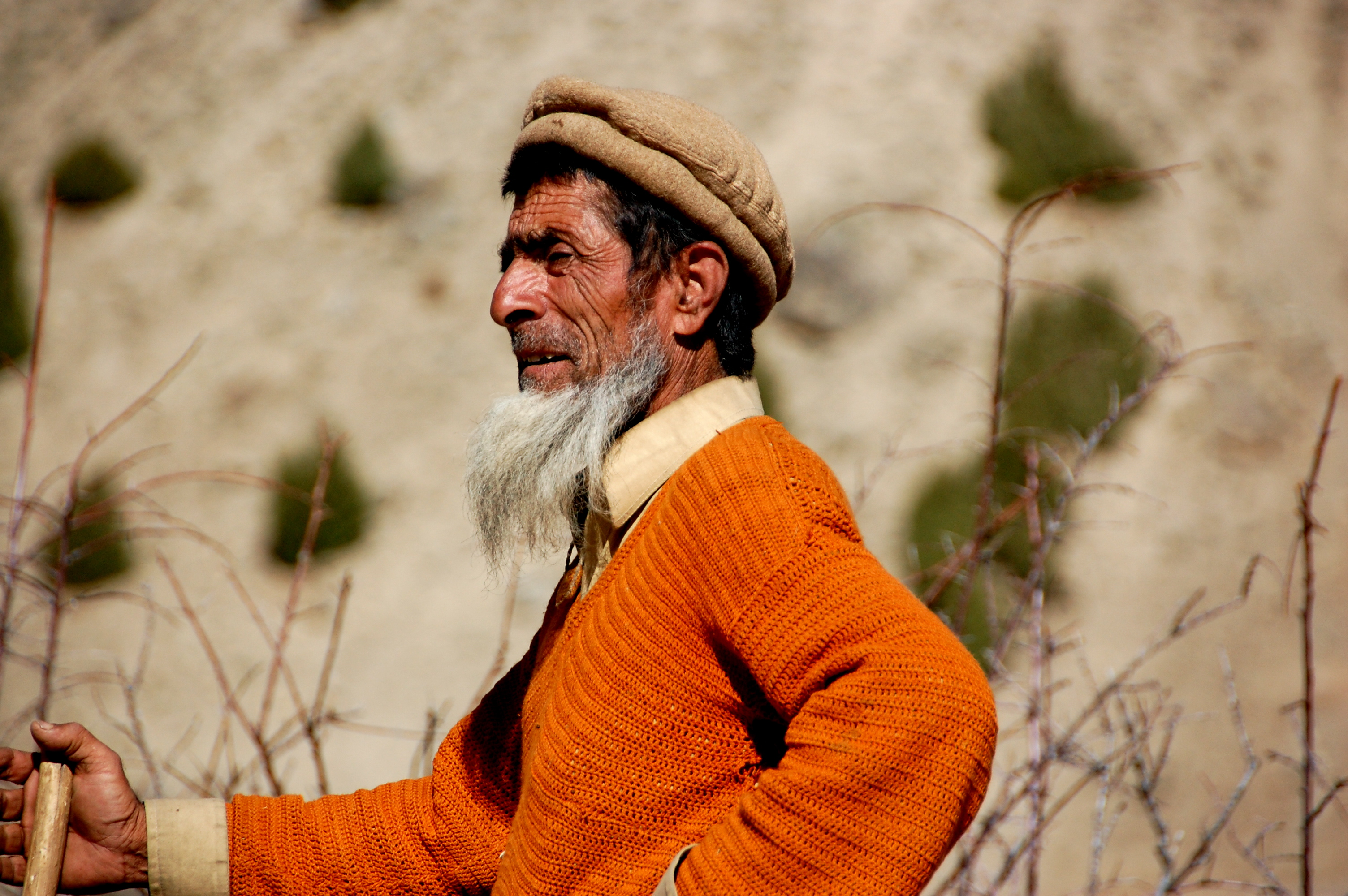
Un homme de la vallée de la Hunza.

Le Gilgit-Baltistan est le territoire le moins peuplé du Pakistan, avec 870 347 habitants selon le recensement de 1998, à l'exception du territoire fédéral d'Islamabad. Une projection en 2013 estime à 1,3 million d'habitants la population de la région. La densité de population se situerait alors entre 12 et 18 habitants au kilomètre carré, de loin la plus faible de pays. La région est donc surtout désertique du fait notamment des conditions naturelles extrêmes. La population est également essentiellement rurale.
La population du Gilgit-Baltistan est différente de celle du reste du Cachemire et possède sa propre identité. Le cachemiri n'y est pas parlé, les principales langues locales étant le shina, le balti, le bourouchaski, le khowar et le wakhi. La religion musulmane est pratiquée par la quasi-totalité de la population. Seuls 30 % sont sunnites, dans un pays où ce courant est largement majoritairement. L'Islam chiite et l'ismaélisme représentent respectivement 40 % et 25 % de la population, faisant du Gilgit-Baltistan le seul territoire du pays majoritairement chiite. Chaque courant religieux est très marqué géographiquement, le district de Diamir étant quasi-exclusivement sunnite, le district de Skardu chiite et le district de Ghizer ismaélien. Le district de Gilgit est le plus mixte. Les conflits sectaires sont récurrents dans la région.
Le reste de la population, environ 1 % des habitants du Gilgit-Baltistan est surtout constitué par une grande partie de la petite minorité bouddhiste du Pakistan : ce groupe minoritaire habite surtout dans les hautes montagnes du territoire et entretient peu de rapports avec le reste de la population musulmane, du fait de la barrière des zones où ils habitent, constituées de hautes montagnes. Ils seraient entre 12 500 et 15 000 individus en 2015. Le reste des minorités religieuses est constitué des rares hindous et sikhs qui sont restés dans le territoire, après la partition des Indes et la création du Pakistan en 1947. Ces deux derniers groupes minoritaires vivent dans les zones de plus basses altitudes, avec les musulmans. Ils sont généralement commerçants ou travaillent dans le secteur des échanges et des services.

## Administration

### Villes

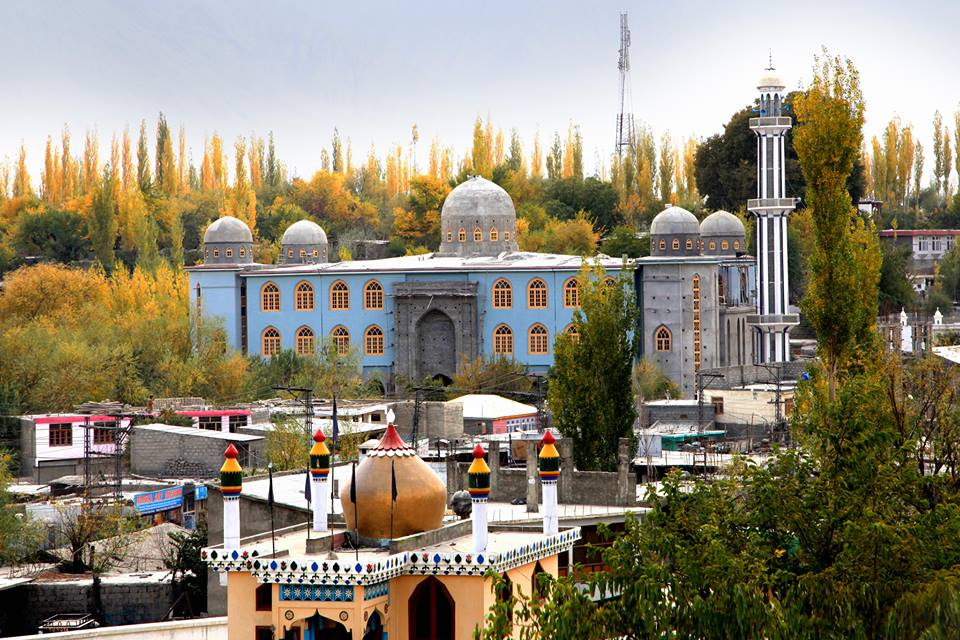
La grande mosquée de Skardu.

La ville de Gilgit est la capitale et la plus grande ville du Gilgit-Baltistan. Les villes de la région sont peu peuplées et peu nombreuses, alors que la population est très majoritairement rurale. Skardu est la deuxième plus grande ville et principale localité dans la région du Baltistan.
| no | Ville   | District            | Population (1998) |
| -- | ------- | ------------------- | ----------------- |
| 1. | Gilgit  | District de Gilgit  | 56 701            |
| 2. | Skardu  | District de Skardu  | 26 023            |
| 3. | Chilas  | District de Diamir  | 16 575            |
| 4. | Khaplu  | District de Ghanche | 12 883            |
| 5. | Gahkuch | District de Ghizer  | 10 142            |

### Districts
Le territoire du Gilgit-Baltistan compte sept districts lors de sa création dans les années 1970. En 2015, le gouvernement fédéral dirigé par le Premier ministre Nawaz Sharif a créé trois nouveaux districts, peu avant les élections locales. Le district de Hunza-Nagar est divisé en deux, alors que le district de Shigar et celui de Kharmang sont créés dans la région du Baltistan.

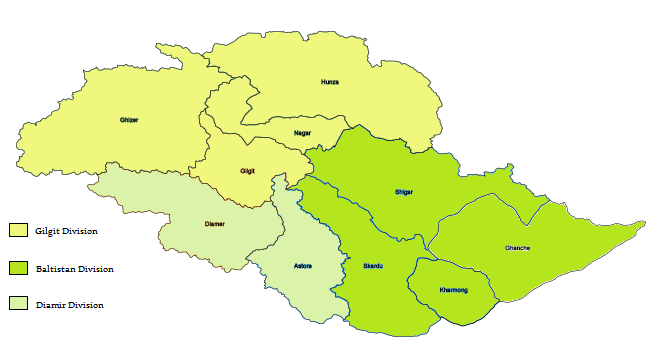
Carte des districts du Gilgit-Baltistan.

| no  | Division  | District | Capitale | Superficie (km2) | Population (1998) | Densité (habitants/km2) |
| --- | --------- | -------- | -------- | ---------------- | ----------------- | ----------------------- |
| 1.  | Baltistan | Ghanche  | Khaplu   | 4 052            | 88 366            | -                       |
| 2.  | Baltistan | Skardu   | Skardu   | 8 700            | 214 848           | -                       |
| 3.  | Baltistan | Kharmang | Kharmang | 5 500            | -                 | -                       |
| 4.  | Baltistan | Shigar   | Shigar   | 8 500            | -                 | -                       |
| 5.  | Gilgit    | Gilgit   | Gilgit   | 14 672           | 145 272           | 10                      |
| 6.  | Gilgit    | Ghizer   | Gahkuch  | 9 635            | 120 218           | 12                      |
| 7.  | Gilgit    | Hunza    | Aliabad  | 7 900            | 46 665            | 6                       |
| 8.  | Gilgit    | Nagar    | Nagar    | 5 000            | 51 387            | 10                      |
| 9.  | Diamir    | Diamir   | Chilas   | 10 936           | 131 925           | 12                      |
| 10. | Diamir    | Astore   | Gorikot  | 5 092            | 71 666            | 14                      |
|     |           |          | Gilgit   | 72 971           | 870 347           | 12                      |

## Politique

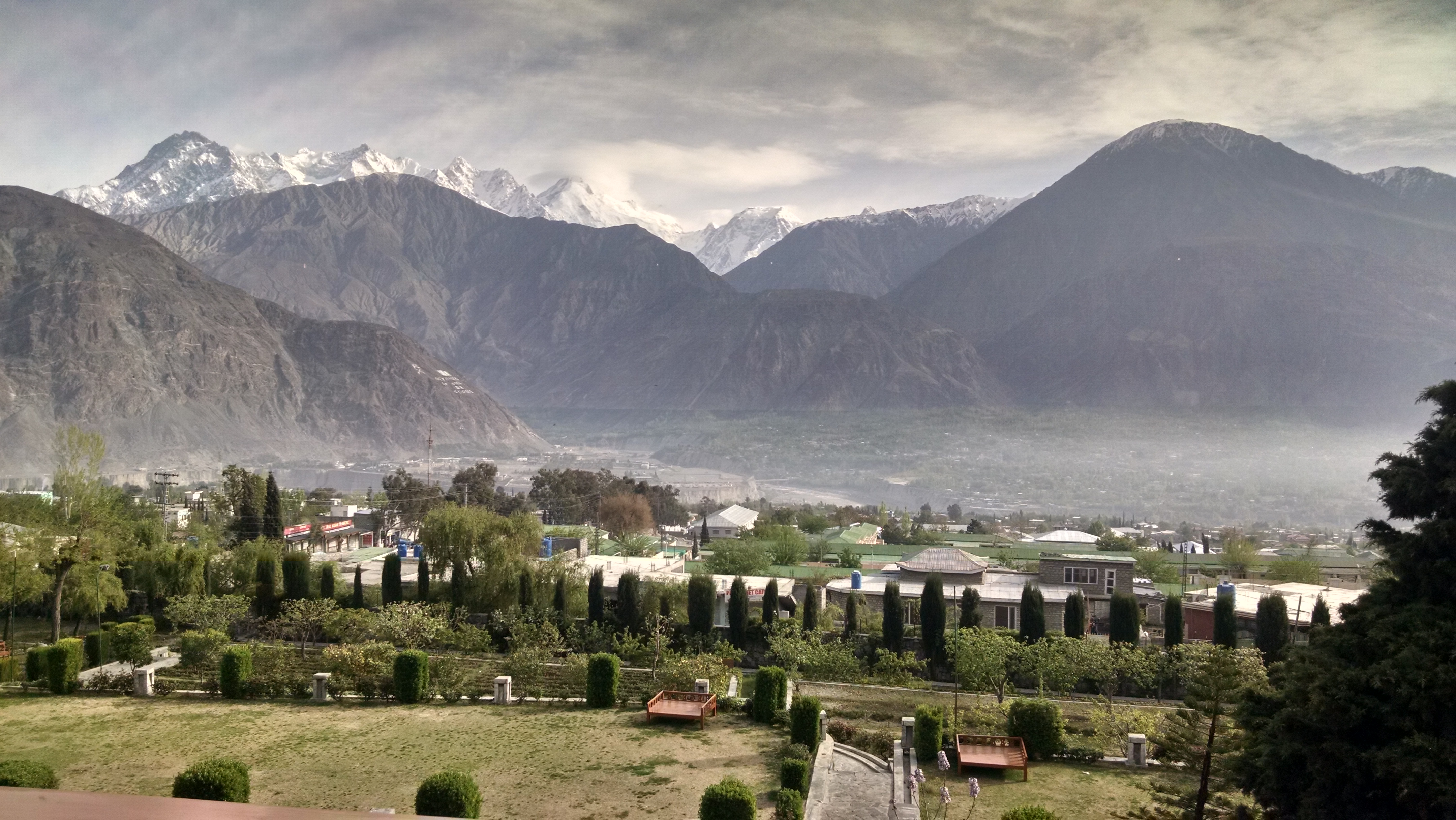
La ville de Gilgit est la capitale politique du Gilgit-Baltistan.

À sa création, la région du Gilgit-Baltistan ne bénéficiait pas de sa libre administration, à l'inverse de la région voisine de l'Azad Cachemire qui dispose d'institutions politiques autonomes. Elle est donc directement dirigée par le pouvoir central d'Islamabad. En 1975, sous la gouvernance du Premier ministre Zulfikar Ali Bhutto, la région se voit attribuer un « conseil consultatif », qui ne dispose d'aucun pouvoir discrétionnaire. En 1999, à la suite d'une décision de la Cour suprême, le Gilgit-Baltistan se voit attribuer des premiers pouvoirs de gestions avec le remplacement du précédent organe par un « Conseil législatif des Territoires du Nord ».
En 2009, la région se voit en théorie attribuer une « gouvernance autonome » alors que le conseil législatif devient « Assemblée législative du Gilgit-Baltistan » avec une trentaine de membres élus directement par la population. Elles ont été organisées en 2009 et 2015, et depuis cette dernière date elle est largement dominée par la Ligue musulmane du Pakistan (N) contre le Parti du peuple pakistanais auparavant,. Le pouvoir central conserve cependant des pouvoirs directs sur la région, la réforme de 2009 mettant en place un conseil exécutif avec à sa tête le Premier ministre du Pakistan. Ainsi, l'autonomie théorique de la région est critiquée par des mouvements locaux, comme le Gilgit-Baltistan United Movement, ainsi que par l'Inde, qui l'estiment illusoire.